# Тропический сухой климат
Тропи́ческий сухо́й кли́мат — континентальная разновидность тропического климата, где нет смены муссонов, то есть где круглый год преобладает тропический воздух. Режим ветра в этих континентальных районах не так характерен и устойчив, как в пассатах над океанами, так как эти районы могут находиться под влиянием не только антициклонов, но (летом) и размытых депрессий.

## Распространение
Указанные районы составляют пояса тропических пустынь, в которые входят Африканские (Сахара, Намиб), Аравийские (Нефуд, Руб-эль-Хали), Австралийские (Большая Песчаная пустыня, Большая пустыня Виктория, Пустыня Гибсона, Симпсон), Калифорнийские (Сонора, Нижнекалифорнийская пустыня). Облачность и осадки здесь очень малы. Всё же рациональный баланс земной поверхности здесь значительно меньше, чем в экваториальном поясе, вследствие сухости воздуха и большого альбедо земной поверхности. Однако температура воздуха очень высока, так как малы затраты тепла на испарение.

## Характеристика
Лето здесь исключительно жаркое, со средней температурой самого тёплого месяца не ниже +26˚, а местами почти до +40˚. Именно в зоне тропических пустынь наблюдаются самые высокие максимумы температуры на Земном шаре, около +57˚ — +58˚. Зима также тёплая, с температурой самого холодного месяца между +10˚ и +22˚
В Асуане средняя температура июня — июля +33˚, а января +15˚; в Алис-Спрингс соответственно +12˚ и +28˚. Годовые амплитуды, таким образом, значительны для тропического пояса — в среднем 15˚ — 20˚. Очень велики суточные колебания температуры, иногда достигающие 40˚.
Осадки выпадают редко, но возможны и сильные ливни (в Сахаре до 80 мм в сутки). Годовые суммы осадков в большинстве случаев меньше 250 мм, а местами меньше 100 мм. В Асуане отмечались периоды, когда дождя не выпадало вовсе несколько лет подряд.
В общем, при слабых ветрах для тропических пустынь характерны пыльные вихри, и даже песчаные бури, переносящие огромные количества песка (самумы). Они связаны с крайним перегреванием нижнего слоя воздуха.

## Западные побережья материков
На западных побережьях материков в зоне пассатов температуры сравнительно низки, так как воздух здесь быстро поступает из высоких широт по восточной периферии субтропического антициклона и вдобавок течёт над холодными водами. Годовая амплитуда температуры мала, как и над океанами. Осадков здесь очень мало (менее 100 мм в год) вследствие низких температур воды и низколежащей пассатной инверсии, но влажность высока (80 — 90 %) и часто возникают туманы. Это климат прибрежных пустынь, как западное побережье Сахары, юг Калифорнии, пустыни Намиб и Атакама.
Например, в Свакопмунде (Намиб) средняя температура августа +14˚, а февраля +18˚, среднегодовое количество осадков 20 мм.